# The Four Knights
The Four Knights waren ein schwarzes, US-amerikanisches R'n'B-Gesangsquartett.

## Karriere
Die Four Knights waren vom Ursprung her eine schwarze Gospelgruppe, die sich im Laufe ihrer Karriere zu einer Blues-Gesangsgruppe weiterentwickelt hat. Das herausragendste Merkmal ihrer Musik war der besonders weiche und unbeschwerte Harmoniegesang.
In ihrer Heimatstadt Charlotte in North Carolina wurde der lokale Radiosender WSOC-Carolina auf die Four Knights aufmerksam. Danach traten sie noch unter ihrem ursprünglichen Gruppennamen Southland Jubilee Singers öfters in Radioshows auf. 1945 traten sie dann erstmals unter dem Namen The Four Knights in New York in Arthur Godfreys Radioshow auf. Die ersten Schallplattenaufnahmen wurden nur für das Radio produziert und waren nicht im Handel erhältlich. 1946 unterschrieben die Four Knights ihren ersten echten Schallplattenvertrag mit Decca Records. Ihre Debütplatte war Just In Case You Change Your Mind.
Durch den ersten Erfolg konnten die Four Knights ihre erste Tournee durch Clubs im Umland durchführen.
Bereits 1951 wurde Capitol Records auf die neuen Stimmen aufmerksam und produzierte eine Vielzahl von Gesangsaufnahmen mit den Four Knights, wodurch diese sogar in die R&B-Charts kamen, und zwar mit I Love The Sunshine Of Your Smile (Position 23), (It's No) Sin (Position 14), O Happy Day (Position 8). Die Titel (It's No)Sin und Oh, Happy Day konnten sich auch in den Singles-Charts platzieren, sodass die Gruppe eine der ersten R&B-Gruppen war, die auch auf dem Pop-Markt Erfolg hatten.
Ab 1953 ging es bergauf mit den Four Knights. Sie unternahmen Welttourneen in Live-Clubs von Las Vegas bis nach Südamerika. Sie traten im amerikanischen Fernsehen bei der Perry-Como-Show auf und auch in der Ed Sullivan Show. 1954 sangen sie im legendären schwarzen Musiktheater Apollo. 1954 hatte die Gruppe mit dem Titel I Get So Lonely ihren größten Hit, der Platz 3 der Pop-Charts erreichte und 23 Wochen in den Charts notiert wurde. Ein weiterer Meilenstein ihrer Karriere war das Angebot von Nat King Cole seine Begleitgruppe zu werden. 1955 begleiteten The Four Knights den Musiker bei seiner Aufnahme A Blossom Fell. Charterfolge hatten die Four Knights nach ihrem Hit I Get S Lonely keine mehr, lediglich 1959 konnte ihre Single O Falling Star Platz 83 der Singles-Charts erreichen.
In den frühen 1960er Jahren zerbrach die Gruppe. Viele Vokalgruppen waren im Zuge der Beat- und Rockmusikgruppen in den Hintergrund gedrängt worden. Bei den Four Knights kamen auch gesundheitliche Probleme der Bandmitglieder hinzu. Gene Alford starb bereits 1960. Clarence Dixon verließ die Gruppe 1963 und John Wallace starb 1978.

## Stil
Der Musikstil der Four Knights ist ein klarer gut akzentuierter Gruppengesang mit eher spartanischer Instrumentierung. Ähnliche bekannte Gruppen dieser Musikrichtung waren z. B.: The Four Aces, The Four Lads, The Four Freshmen, The Four Preps, The Platters, The Lancers, The Penguins, The Five Keys The Aquatones uvm.

## Diskographie
Hier eine Auswahl ihrer bekanntesten Titel:
- Just In Case You Changed Your Mind (1946 DECCA)
- Walking With My Shadow (1946 DECCA)
- Sentimental Fool (1951 Capitol)
- Walking And Whistling Blues (1951 Capitol)
- I Go Crazy (1951 Capitol)
- In The Chapel In The Moonlight (1951 Capitol)
- Charmaine (1951 Capitol)
- I Wish I Had A Girl (1952 Capitol)
- Oh Happy Day (1952 Capitol)
- Tennessee Train (1953 Capitol)
- A Blossom Fell (1955 Capitol)
- Perdido (1955 Capitol) uvm.